# Landtag Reuß jüngerer Linie (1851–1853)
Dieser Artikel behandelt den ersten konstitutionellen Landtag Reuß jüngerer Linie 1851 bis 1853.

## Landtag
Der Landtag Reuß jüngerer Linie wurde am 18. Juni 1851 in 19 Ein-Personen-Wahlkreisen gewählt.
Als Abgeordnete wurden gewählt:
| Name                              | Wohnort          | Wahlkreis | Anmerkung                                                                                     |
| --------------------------------- | ---------------- | --------- | --------------------------------------------------------------------------------------------- |
| Eduard Alberti                    | Hohenleuben      | 8         | Nachwahl am 22. Juli 1851                                                                     |
| Ludwig Alberti                    | Gera             | 14        | Am 4. April 1853 als Nachfolger für Fuchs gewählt                                             |
| Heinrich Gustav Behr              | Gera             | 3         | Mandat am 26. November 1851 niedergelegt. Nachfolger: Gladitsch                               |
| Gustav Theodor Bielitz            | Gera             | 3         | Vom 4. bis 29. März 1852 und vom 18. Mai bis 25. Juni 1852 Stellvertreter für Gladitsch       |
| Gottlieb Heinrich Broßmann        | Schleiz          | 11        | Mandat am 26. November 1851 niedergelegt. Nachfolger: Göll                                    |
| Heinrich Gustav Hermann Fasold    | Hirschberg/Saale | 15        | Mandat am 29. November 1851 niedergelegt. Wurde in der Nachwahl erneut gewählt                |
| Christian Friedrich Fischer       | Hohenleuben      | 8         | Vom 24. Mai bis 25. Juni 1852 Stellvertreter für Eduard Alberti                               |
| Johann Heinrich Franz             | Lobenstein       | 17        | Am 23. Dezember 1851 als Nachfolger für Tamm gewählt. Mandat am 2. November 1853 niedergelegt |
| Moritz Friedrich Eduard Fuchs     | Ebersdorf        | 14        | Mandat am 1. Oktober 1852 niedergelegt. Nachfolger: Ludwig Alberti                            |
| Robert Fürbringer                 | Gera             | 1         |                                                                                               |
| Hermann Ernst Gladitsch           | Gera             | 3         | Am 22. Dezember 1851 als Nachfolger für Behr gewählt                                          |
| Heinrich Gottlieb Göll            | Schleiz          | 11        | Am 29. Dezember 1851 als Nachfolger für Broßmann gewählt                                      |
| Johann Georg Heinrich Graesel     | Saalburg         | 14        | Vom 21. Mai bis 26. Juni 1852 Stellvertreter für Fuchs                                        |
| Heinrich Christian Gustav Hartung | Lobenstein       | 16        |                                                                                               |
| Friedrich Heynisch                | Lobenstein       | 19        | Mandat am 26. November 1851 niedergelegt. Nachfolger: Müller                                  |
| Julius Franz Hirt                 | Gera             | 5         |                                                                                               |
| Karl Bernhard Jäger               | Lobenstein       | 12        | Mandat am 26. November 1851 niedergelegt. Nachfolger: Jani                                    |
| Anton Jani                        | Schleiz          | 12        | Am 29. Dezember 1851 als Nachfolger für Jäger gewählt                                         |
| Carl Adolph Hermann Metzner       | Gera             | 7         | Mandat am 29. November 1851 niedergelegt. Wurde in der Nachwahl erneut gewählt                |
| Eduard Meyer                      | Rödersdorf       | 10        |                                                                                               |
| Johann Heinrich August Müller     | Lobenstein       | 10        | Am 27. Dezember 1851 als Nachfolger für Heynisch gewählt                                      |
| Joseph Odenwald                   | Frankenthal      | 6         |                                                                                               |
| Gustav Eduard Passolt             | Schleiz          | 12        | Stellvertreter für Jani vom 13. Mai bis 25. Juni 1852                                         |
| Karl Friedrich Petermann          | Gera             | 2         | Mandat am 26. November 1851 niedergelegt. Nachfolger: Weber                                   |
| Heinrich Rohn                     | Triebes          | 9         |                                                                                               |
| Christian Karl Friedrich Sachse   | Kraftsdorf       | 4         | Vom 13. Mai bis 25. Juni 1852 Stellvertreter für Semmel                                       |
| Louis Seichter                    | Tanna            | 13        |                                                                                               |
| Carl Hermann Seifarth             | Gera             | 4         | Am 8. August 1853 als Nachfolger für Semmel gewählt                                           |
| Carl Moritz Semmel                | Untermhaus       | 4         | Mandat am 16. Juli 1853 niedergelegt. Nachfolger: Seifarth                                    |
| Heinrich Süßenguth                | Lobenstein       | 12        | Am 9. September 1853 als Nachfolger für Jani gewählt                                          |
| Christoph Heinrich Tamm           | Lobenstein       | 17        | Mandat am 26. November 1851 niedergelegt. Nachfolger: Franz                                   |
| Alfred Weber                      | Gera             | 2         | Am 19. Januar 1852 als Nachfolger für Petermann gewählt                                       |
| Franz Heinrich August Wetzel      | Wurzbach         | 18        | Mandat am 26. November 1851 niedergelegt. Wurde in der Nachwahl erneut gewählt                |

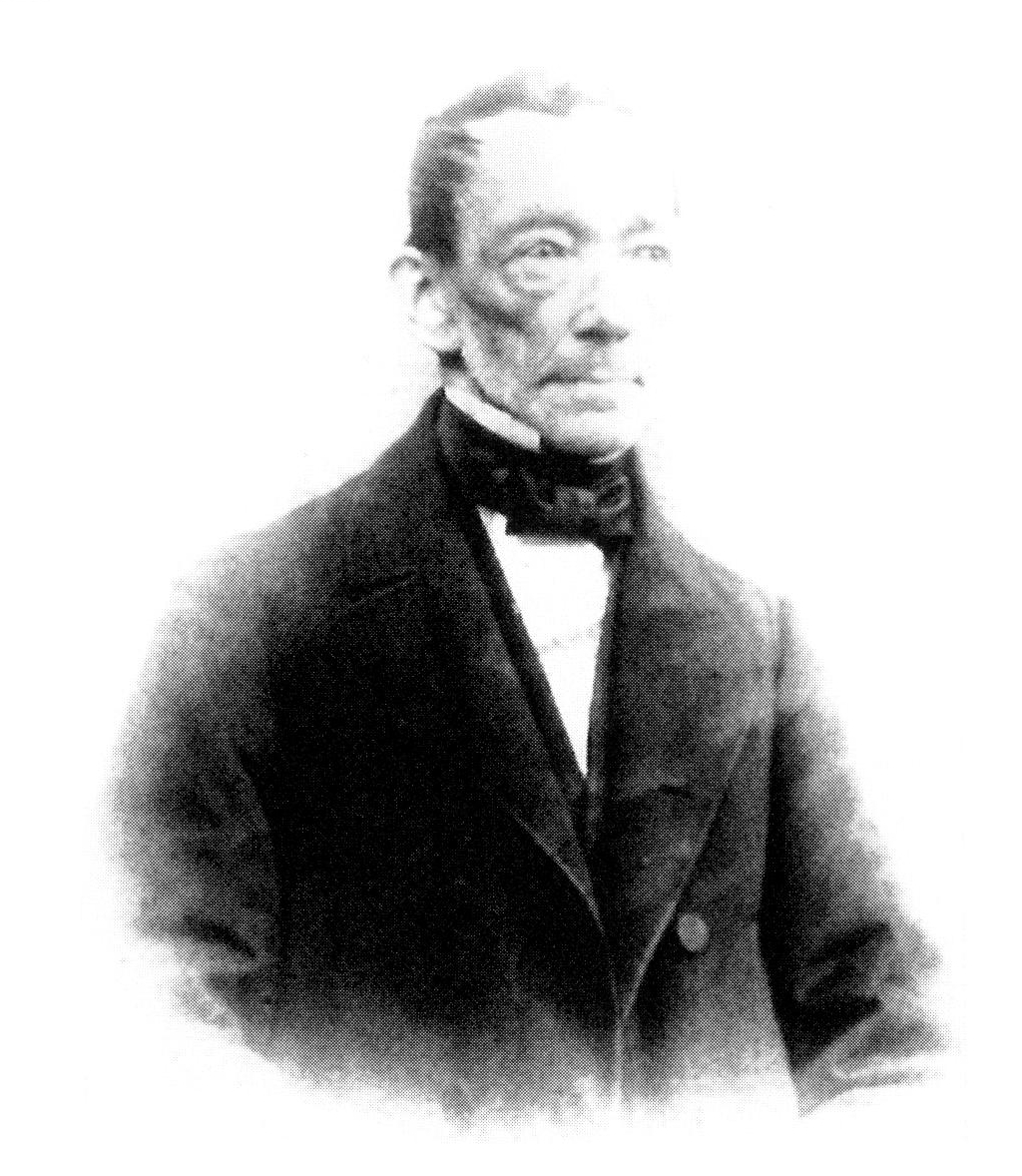
Landtagspräsident Eduard Alberti

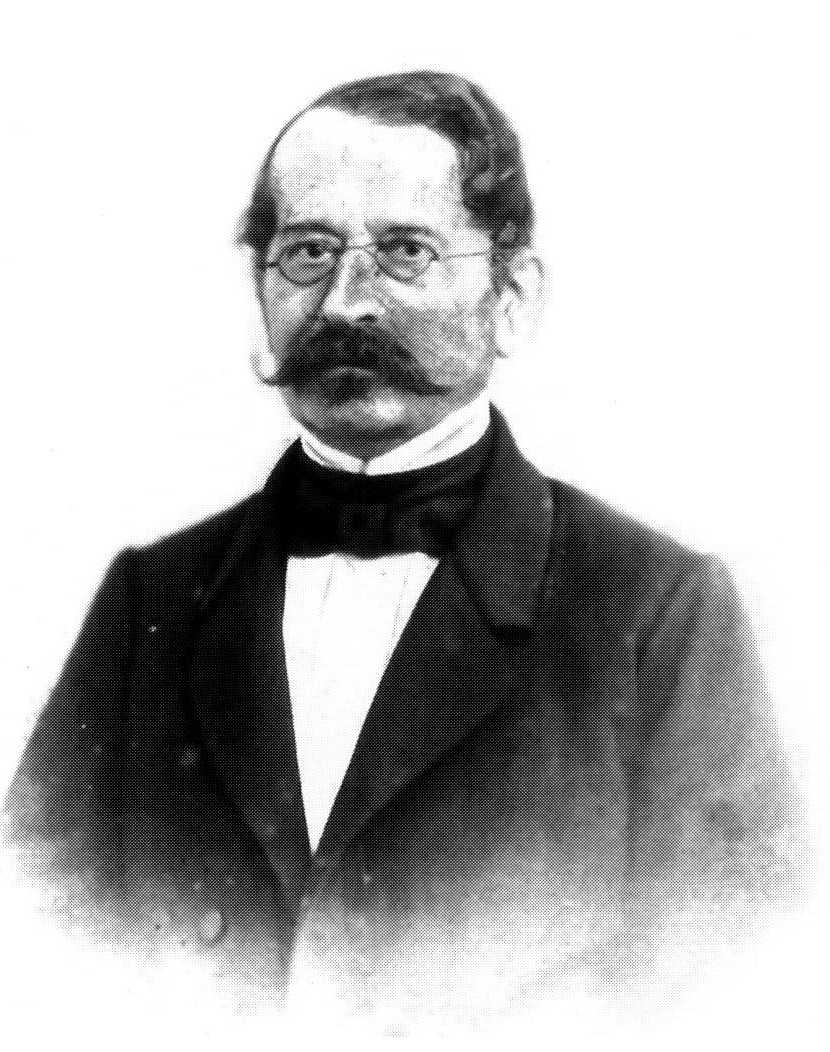
Landtagspräsident Franz Hirt

Am 26. November 1851 traten eine Reihe von Abgeordneten aus Protest gegen die Zustimmung der Landtagsmehrheit zur Aufhebung des Staatsgrundgesetzes und Wahlgesetzes zurück. Die Sitze wurden in Nachwahlen erneut besetzt.
Landtagskommissar war Staatsminister Robert von Bretschneider. Unter dem Alterspräsidenten Joseph Odenwald wählte der Landtag folgende Landtagspräsidenten:
- Hermann Fasold (12. bis 29. November 1851)
- Eduard Alberti (12. Februar bis 18. Juni 1852)
- Franz Hirt (18. Juni bis 4. November 1853)

Vizepräsidenten wurden:
- Eduard Alberti (12. Februar bis 11. Dezember 1851)
- Franz Hirt (12. Februar bis 18. Juni 1852)
- Heinrich Göll (18. Juni 1852 bis 29. September 1853)
- Eduard Alberti (29. September 1853 bis 4. November 1853)

Erster Sekretär war
- Heinrich Göll (21. Mai 1851 bis 18. Juni 1852)
- Karl Petermann (12. bis 26. Juni 1851)
- Heinrich Müller (12. Februar 1852 bis 4. November 1853)
- Heinrich Göll (28. September 1853 bis 4. November 1853)

Stellvertretender erster Sekretär war Louis Seichter.
Der Landtag trat vom 10. November 1851 bis zum 4. November 1853 in 88 öffentlichen Plenarsitzungen in vier Sitzungsperioden zusammen. Der Landtagsabschied datiert vom 3. November 1853.
Für die Zeit zwischen den Sitzungsperioden wurde ein Landtagsausschuss gewählt. Dieser bestand aus den Abgeordneten Franz Hirt (für den Landesteil Gera), Hermann Fasold (für den Landesteil Schleiz) und Heinrich Göll (für den Landesteil Lobenstein-Ebersdorf).